# Arranjo de Wassenaar

Estados Participantes do Arranjo de Wassenaar

O Acordo de Wassenaar sobre controles de exportação de armas convencionais e bens e tecnologias de dupla utilização ("The Wassenaar Arrangement on Export Controls for Conventional Arms and Dual-Use Goods and Technologies" em inglês) é um regime multilateral de controle de exportação (multilateral export control regime - MECR, em inglês) com 42 estados participantes, incluindo muitos países ex-integrantes do COMECON (correspondente econonômico do pacto de Varsóvia).
O Acordo de Wassenaar foi criado para contribuir para a segurança e estabilidade regional e internacional, promovendo transparência e maior responsabilidade nas transferências de armas e bens e tecnologias de dupla utilização, evitando assim acumulações desestabilizadoras. Os Estados participantes buscam, por meio de suas políticas nacionais, garantir que as transferências desses itens não contribuam para o desenvolvimento ou aprimoramento das capacidades militares que minam esses objetivos e que não sejam desviadas para apoiá-los.
É o sucessor do Comitê Coordenador de Controles Multilaterais de Exportação da era da Guerra Fria (Coordinating Committee for Multilateral Export Controls - COCOM, em inglês), e foi criado em 12 de julho de 1996, em Wassenaar, Holanda, que fica perto de Haia. O Acordo de Wassenaar é consideravelmente menos rigoroso que o COCOM, concentrando-se principalmente na transparência dos regimes nacionais de controle de exportação e em não conceder poder de veto a membros individuais sobre decisões organizacionais. Um Secretariado para administrar o contrato está localizado em Viena, Áustria. Como o COCOM, no entanto, não é um tratado e, portanto, não é juridicamente vinculativo.
A cada seis meses, os países membros trocam informações sobre a entrega de armas convencionais a membros não-Wassenaar que se enquadram em oito grandes categorias de armas: tanques de guerra, veículos de combate blindados, artilharia de grande calibre, aeronaves militares, helicópteros militares , navios de guerra, mísseis ou sistemas de mísseis e armas leves.

## Listas de controle
O resumo do acordo é apresentado em um documento intitulado "Diretrizes e procedimentos, incluindo os elementos iniciais".  As listas de controle / lista de tecnologias restritas são divididas em duas partes, a "Lista de bens e tecnologias de dupla utilização" (também conhecida como  Lista básica ) e a "Lista de munições". A lista básica é composta por dez categorias baseadas em níveis crescentes de sofisticação:
- Categoria 1 – Materiais Especiais e Equipamentos Relacionados
- Categoria 2 – Processamento de materiais
- Categoria 3 – Eletrônicos
- Categoria 4 – Computadores
- Categoria 5 – Parte 1 – Telecomunicações
- Categoria 5 – Parte 2 – Segurança da Informação
- Categoria 6 – Sensores e Lasers
- Categoria 7 – Navegacão e Aviônicos
- Categoria 8 – Marinha
- Categoria 9 – Propulsão aérea e aerospacial

A lista básica possui duas subseções aninhadas - sensível e muito sensível. Os itens da Lista Muito Sensível incluem materiais para tecnologia stealth ou seja, equipamentos que podem ser usados para detecção de submarinos, e tecnologias avançadas de radar e motores a jato.
A Lista de Munições possui 22 categorias, que não são classificadas.
Para que um item seja incluído nas listas, os Estados-Membros devem levar em consideração o seguinte
criteria:
- Disponibilidade estrangeira fora dos Estados participantes
- Capacidade de controlar efetivamente a exportação das mercadorias
- Capacidade de fazer uma especificação clara e objetiva do item.
- Controlado por outro regime, como Grupo Austrália, Grupo de Fornecedores Nucleares ou  Regime de Controle de Tecnologia de Mísseis (Missile Technology Control Regime em inglês)

## Países membros
Em fevereiro de 2018, os 42 países integrantes eram: 
- África do Sul
- Alemanha
- Argentina
- Austrália
- Áustria
- Bélgica
- Bulgária
- Canadá
- Coreia do Sul
- Croácia
- República Tcheca
- Dinamarca
- Eslováquia
- Eslovênia
- Espanha
- Estados Unidos da América
- Estônia
- Finlândia
- França
- Grécia
- Hungria
- Índia
- Irlanda
- Itália
- Japão
- Letônia
- Lituânia
- Luxemburgo
- Malta
- México
- Noruega
- Nova Zelândia
- Países Baixos
- Polônia
- Portugal
- Reino Unido
- Romania
- Rússia
- Suécia
- Suíça
- Turquia
- Ucrânia

 – estado-membro da União Europeia.   - estado-membro da OTAN
 Albânia,  Chile,  Chipre,  Islândia &  Sérvia não são membros do Acordo de Wassenaar.  República Popular da China &  Israel veja abaixo.

### Requisitos de Admissão
A admissão exige que o estado:
- seja produtor ou exportador de armas ou equipamento industrial sensível;
- mantenha políticas de não proliferação e políticas nacionais apropriadas, incluindo a adesão a:
  - políticas de não proliferação, como (quando aplicável) ao Grupo de Fornecedores Nucleares, ao Regime de Controle de Tecnologia de Mísseis, e ao Grupo Austrália;
  - o Tratado de Não Proliferação de Armas Nucleares, a Convenção sobre as Armas Biológicas, a Convenção sobre as Armas Químicas e, onde aplicável, START I (incluindo o Protocolo de Lisboa); e
- mantenha eficaz controle de exportação.

A República Popular da China e Israel não são membros. O Acordo é aberto de forma global e não discriminatória a possíveis aderentes que cumpram os critérios acordados. A admissão de novos membros requer o  consenso de todos os membros.
A Índia ingressou como 42º estado participante em 07 de dezembro de 2017. "Os estados participantes do Acordo de Wassenaar analisaram o progresso de várias solicitações atuais de membros e concordaram na reunião plenária em admitir a Índia, que se tornará o 42º estado participante do Acordo assim que as providências necessárias para ingressar no Acordo de Wassenaar forem concluídas",("Wassenaar Arrangement participating states reviewed the progress of a number of current membership applications and agreed at the plenary meeting to admit India which will become the Arrangement's 42nd participating state as soon as the necessary procedural arrangements for joining the WA are completed," em inglês) o grupo disse em uma declaração.  A aplicação da Índia foi apoiada pela Rússia, EUA, França e Alemanha.

## Alterações de 2013
Em dezembro de 2013, a lista de tecnologias restritas à exportação foi alterada para incluir sistemas de vigilância baseados na Internet. Novas tecnologias colocadas sob o regime de controle de exportação incluem "software de intrusão" - software projetado para anular as medidas de proteção de um computador ou rede para extrair dados ou informações - bem como  IP Vigilância de computadores e redes. 
O objetivo das emendas era impedir que as empresas ocidentais de tecnologia vendessem tecnologia de vigilância a governos conhecidos por violar os direitos humanos. No entanto, algumas empresas de tecnologia expressaram preocupações de que o escopo dos controles possa ser muito amplo, limitando a capacidade dos pesquisadores de segurança em identificar e corrigir vulnerabilidades de segurança. O Google e o Facebook criticaram o acordo pelas restrições que ele impõe a atividades como Teste de intrusão, compartilhamento de informações sobre ameaças e programas de recompensas por bugs. Eles argumentam que as restrições enfraquecerão a segurança das nações participantes e pouco farão para conter as ameaças das nações não participantes.

## Ligações Externas
- The Wassenaar Arrangement - On Export Controls for Conventional Arms and Dual-Use Goods and Technologies
- The Wassenaar Arrangement at a Glance - Arms Control Association